# Уинт, Артур

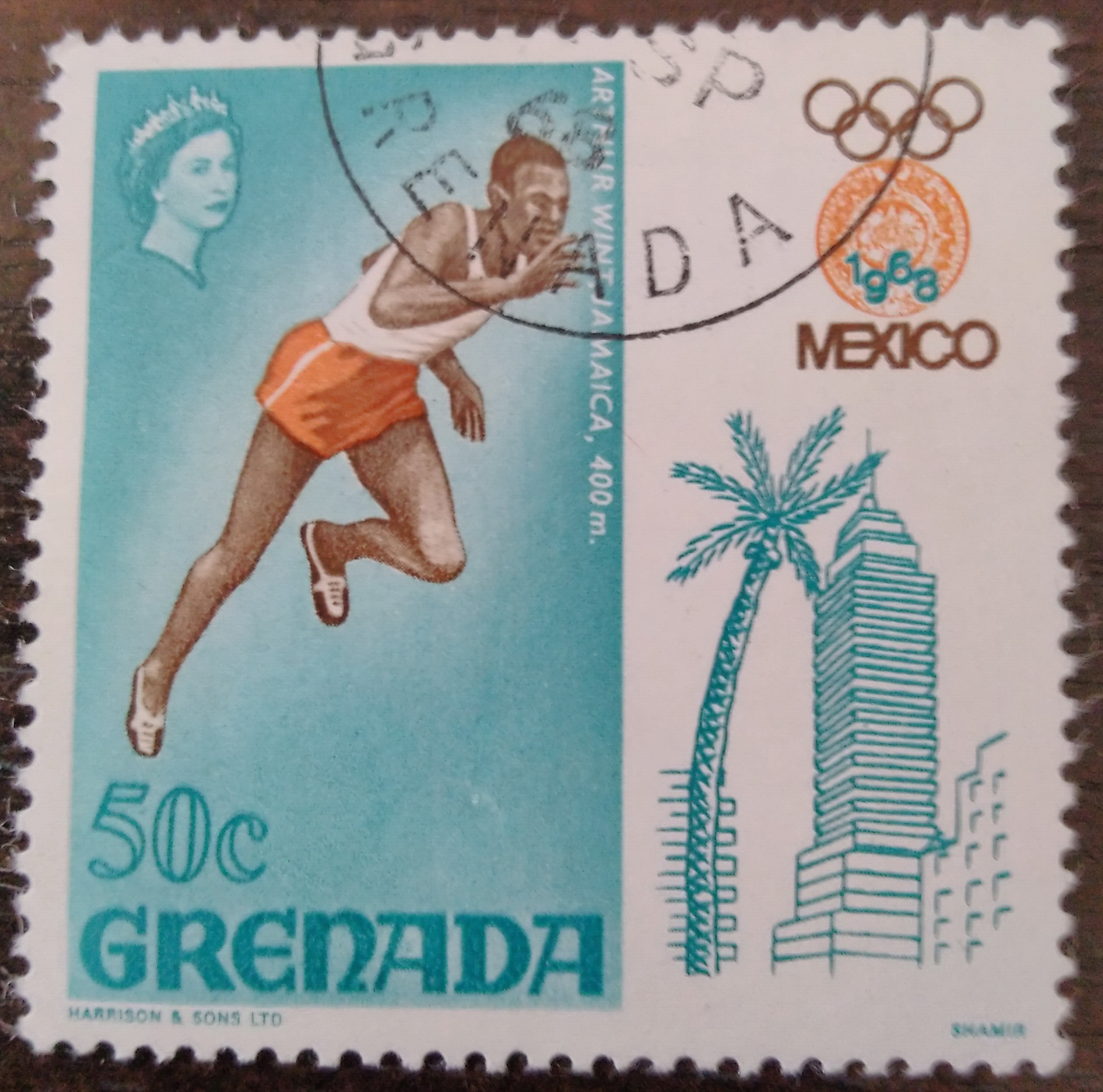
Артур Уинт на почтовой марке Гренады 1968 г.

Артур Уинт (англ. Arthur Wint; 25 мая 1920, Манчестер, Мидлсекс — 19 октября 1992, Линстед, Мидлсекс) — ямайский легкоатлет (бег на короткие дистанции, эстафетный бег), победитель Игр Центральной Америки и Карибского бассейна, чемпион и призёр Олимпийских игр, олимпийский и мировой рекордсмен.

## Карьера
На летней Олимпиаде 1948 года в Лондоне Уинт стал чемпионом в беге на 400 метров (46,2 с — олимпийский рекорд) и серебряным призёром в беге на 800 метров (1.49,5 с), уступив победителю Мелвину Уитфилду. Уинт участвовал также в эстафете 4×400 метров, но сборная Ямайки в этой дисциплине осталась за чертой медалистов.
На следующей Олимпиаде 1952 года в Хельсинки Уинт был знаменосцем сборной Ямайки на церемонии открытия. В эстафете 4×400 метров сборная Ямайки, за которую бежал Уинт, стала олимпийской чемпионкой. По ходу соревнований команда Ямайки на предварительной стадии установила олимпийский рекорд (3.12,13 с), а в финальном забеге — мировой (3.03,9). Кроме того, Уинт был вторым в беге на 800 метров. Он также принимал участие в соревнованиях в беге на 400 метров, но занял лишь 5-е место.
Артур Уинт изображён на марке Ямайки 1968 года.